# اقتصاد لاتفيا

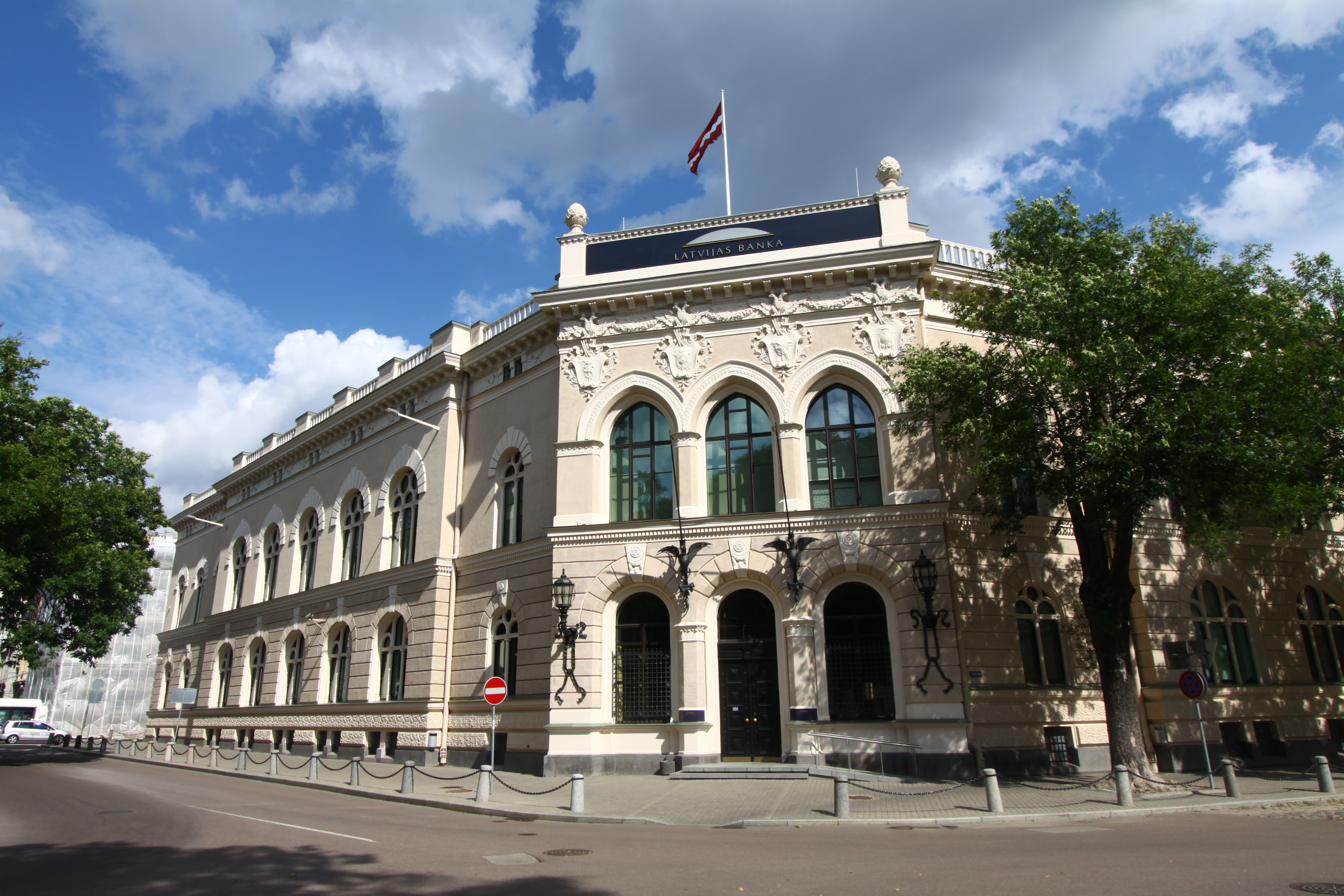
مقر بنك لاتفيا في ريغا

اقتصاد لاتفيا هو اقتصاد مفتوح في شمال أوروبا وجزء من سوق الاتحاد الأوروبي (EU) المشتركة. لاتفيا عضواً في منظمة التجارة العالمية منذ عام 1999، وعضو في الاتحاد الأوروبي منذ عام 2004، وفي منطقة اليورو منذ 2014.
تأتي لاتفيا في المرتبة 21 في العالم وفقاً لمؤشر سهولة ممارسة أنشطة الأعمال لمجموعة البنك الدولي إعداد، ووفقاً لتقرير التنمية البشرية لعام 2011 تنتمي لاتفيا إلى مجموعة عالية جداً من بلدان مؤشر التنمية البشرية . ونظراً لموقعها الجغرافي فقد طورت خدمات العبور بها، جنباً إلى جنب مع الأخشاب وتجهيزها والزراعة والمنتجات الغذائية، وتصنيع الآلات والأجهزة الإلكترونية.
حقق اقتصاد لاتفيا نموًا سريعًا في الناتج المحلي الإجمالي تجاوز 10% سنويًا خلال الفترة 2006-2007، لكنه دخل في ركود حاد في عام 2009 نتيجة لعجز غير مستدام في الحساب الجاري، وانهيار سوق العقارات، والتعرض الكبير للديون وسط ضعف الاقتصاد العالمي. بعد انهيار بنك باريكس، ثاني أكبر البنوك حجمًا، انخفض إجمالي الناتج المحلي بنسبة 18% تقريبًا في عام 2009، وقدم الاتحاد الأوروبي وصندوق النقد الدولي والجهات المانحة الدولية الأخرى مساعدة مالية كبيرة للاتفيا كجزء من اتفاق للدفاع عن ربط العملة باليورو مقابل التزام الحكومة بإجراءات التقشف الصارمة. في عام 2011، حققت لاتفيا نموًا في الناتج المحلي الإجمالي بنسبة 5.5%، وبالتالي كانت لاتفيا مرة أخرى من بين أسرع الاقتصادات نموًا في الاتحاد الأوروبي. اختُتم برنامج صندوق النقد الدولي/الاتحاد الأوروبي بنجاح في ديسمبر 2011.
تكون الخصخصة في الغالب كاملة، باستثناء بعض المرافق العامة الضخمة المملوكة للدولة. ساهم نمو الصادرات في الانتعاش الاقتصادي، ومع ذلك، فإن الجزء الأكبر من النشاط الاقتصادي للبلاد يكون في قطاع الخدمات.
حازت لاتفيا المركز 37 في مؤشر الابتكار العالمي عام 2023، لكنها تراجعت للمركز 42 في مؤشر الابتكار لعام 2024.

## التاريخ الاقتصادي
ظلّت لاتفيا لقرون في فترة تأثير الهانزية والألمانية، ثم خلال استقلالها بين الحربين، تستخدم موقعها الجغرافي كمركز تجاري وتبادلي مهم بين الشرق والغرب. خدمت الصناعة الأسواق المحلية، بينما كانت الأخشاب والورق والمنتجات الزراعية هي صادرات لاتفيا الرئيسية. على عكس ذلك، كانت سنوات وجودها في الإمبراطورية الروسية والاتحاد السوفييتي تميل إلى دمج اقتصاد لاتفيا في أسواقها، وتسعى أيضًا لتلبية الاحتياجات الصناعية الداخلية الضخمة لتلك البلدان.
بعد استعادة استقلالها، شرعت لاتفيا في تنفيذ إصلاحات موجهة نحو السوق، وإن كان ذلك بوتيرة محسوبة. طُرحت عملتها المتداولة بحرية، وهي اللات، في عام 1993 حيث استقرت، أو ارتفعت قيمتها مقابل العملات العالمية الرئيسية. انخفض التضخم من 958.6% في عام 1992 إلى 25% بحلول عام 1995 و1.4% بحلول عام 2002.
بعد الانكماش بشكل كبير بين عامي 1991 و1993، استقر الاقتصاد في أواخر عام 1994، بقيادة انتعاش في الصناعات الخفيفة وازدهار في التجارة والتمويل. انقطع هذا الانتعاش مرتين، أولًا بسبب أزمة مصرفية وإفلاس بنك بالتيجا، أكبر بنك في لاتفيا، في عام 1995، وثانيًا بسبب أزمة حادة في النظام المالي في روسيا المجاورة في عام 1998. بعد عام 2000، نما الناتج المحلي الإجمالي للاتفيا بنسبة 6-8% سنويًا لمدة 4 سنوات متتالية. كانت ميزانية الدولة في لاتفيا متوازنة في عام 1997، ولكن الأزمة المالية الروسية في عام 1998 أسفرت عن عجز ضخم، والذي انخفض من 4% من الناتج المحلي الإجمالي في عام 1999 إلى 1.8% في عام 2003. كان هذا العجز أقل من نظيره في أغلب البلدان الأخرى التي انضمت إلى الاتحاد الأوروبي في عام 2004.[بحاجة لمصدر]
حتى منتصف عام 2008، تمتعت لاتفيا بأسرع الاقتصاديات نمواً في أوروبا. في عام 2003، كان نمو الناتج المحلي الإجمالي 7.5% وكان التضخم 2.9%. استُبدل النظام المخطط مركزيًا في الفترة السوفيتية ببنية تقوم على مبادئ السوق الحرة. في عام 2005، كانت حصة القطاع الخاص في الناتج المحلي الإجمالي 70%. إن الانتعاش في الصناعات الخفيفة وظهور ريغا كمركز مالي وتجاري إقليمي يعوضان انكماش القطاع الصناعي المملوك للدولة والزراعة. بقي الرقم الرسمي للبطالة ثابتًا في نطاق 7% إلى 10%.

### الانكماش الاقتصادي في الفترة 2008-2010
تسببت الأزمة المالية في 2007-2008 في تعطيل اقتصاد لاتفيا بشدة، ويعود ذلك في المقام الأول إلى فقاعة الائتمان السهلة التي بدأت في التزايد خلال عام 2004. انفجرت الفقاعة مما أدى إلى ضعف الاقتصاد بسرعة، مما أدى إلى أزمة في الميزانية والأجور والبطالة. كانت لاتفيا صاحبة أسوأ أداء اقتصادي في عام 2009، مع معدل نمو سنوي بمتوسط -18%.
دخل اقتصاد لاتفيا مرحلة من الانكماش المالي خلال النصف الثاني من عام 2008 بعد فترة طويلة من المضاربة القائمة على الائتمان والتضخم غير الواقعي في قيمة العقارات. على سبيل المثال، كان عجز الحساب الوطني في عام 2007 يمثل أكثر من 22% من الناتج المحلي الإجمالي لهذا العام، في حين كان معدل التضخم 10%. وبحلول عام 2009 ارتفعت معدلات البطالة إلى 23% وكانت الأعلى في الاتحاد الأوروبي.

كتب بول كروغمان، الحائز على جائزة نوبل في الاقتصاد لعام 2008، في مقالته الافتتاحية لصحيفة نيويورك تايمز في 15 ديسمبر 2008:
«إن أخطر المشاكل تقع على أطراف أوروبا، حيث تعاني العديد من الاقتصادات الأصغر من أزمات تذكرنا بقوة بالأزمات الماضية في أمريكا اللاتينية وآسيا: لاتفيا هي الأرجنتين الجديدة».
بحلول أغسطس 2009، انخفض الناتج المحلي الإجمالي في لاتفيا بنسبة 20% على أساس سنوي، مع توقع ستاندرد آند بورز حدوث انكماش بنسبة 16% في المستقبل. اقترح صندوق النقد الدولي تخفيض قيمة عملة لاتفيا، لكن الاتحاد الأوروبي اعترض على ذلك، على أساس أن غالبية ديون لاتفيا مقومة بالعملات الأجنبية. دعا خبير الاقتصاد المالي مايكل هدسون إلى إعادة تخصيص مطلوبات العملات الأجنبية في العملة المحلية للاتفيا (اللات) قبل تخفيض القيمة.
مع ذلك، بحلول عام 2010 كان هناك مؤشرات على نجاح سياسة لاتفيا لخفض قيمة العملة الداخلية.

### التعافي الاقتصادي 2010-2012
تحسن الوضع الاقتصادي منذ عام 2010، وبحلول عام 2012، وصفت لاتفيا بأنها حالة نجاح من قِبل كريستين لاغارد المدير العام لصندوق النقد الدولي مُظهرةً توقعات قوية للنمو. حقق اقتصاد لاتفيا نموًا بنسبة 5.5% في عام 2011، وبنسبة 5.6% في عام 2012 ليصل إلى أعلى معدل للنمو في أوروبا. ومع ذلك، لا تزال البطالة مرتفعة، ولا يزال الناتج المحلي الإجمالي أدنى من مستوى ما قبل الأزمة.

## الخصخصة
الخصخصة في لاتفيا تكاد تكون كاملة. تقريبًا تمت خصخصة جميع الشركات الصغيرة والمتوسطة المملوكة للدولة سابقًا، تاركين عددًا قليلًا فقط من الشركات الحكومية الكبيرة الحساسة سياسيًا. على وجه الخصوص، لا تزال شركة الطاقة والمرافق الرئيسية في البلد، لاتفينيرغو، مملوكة للدولة ولا توجد خطط لخصخصتها. تمتلك الحكومة أيضًا أسهم أقلية في شركة فينتسبيلس نافتا لنقل النفط وشركة الاتصالات الرئيسية في البلاد لاتيليكوم، لكنها تخطط للتخلي عن أسهمها في المستقبل القريب.
لا يزال الاستثمار الأجنبي في لاتفيا متواضعًا مقارنة بالمستويات في شمال وسط أوروبا. صدر في عام 1997 قانون يوسع نطاق بيع الأراضي، بما في ذلك بيع الأراضي للأجانب. استثمرت الشركات الأمريكية 127 مليون دولار في عام 1999، ممثلةً 10.2% من إجمالي الاستثمار الأجنبي المباشر في لاتفيا. في نفس العام، صدّرت الولايات المتحدة 58.2 مليون دولار من السلع والخدمات إلى لاتفيا واستوردت 87.9 مليون دولار. حرصًا منها على الانضمام إلى المؤسسات الاقتصادية الغربية مثل منظمة التجارة العالمية ومنظمة التعاون الاقتصادي والتنمية والاتحاد الأوروبي، وقعت لاتفيا اتفاقية أوروبا مع الاتحاد الأوروبي في عام 1995 مع فترة انتقالية مدتها 4 سنوات. وقعت لاتفيا والولايات المتحدة على معاهدات بشأن الاستثمار والتجارة وحماية الملكية الفكرية وتجنب الازدواج الضريبي.

## التوظيف
متوسط الأجور أعلى في ريغا ومحيطها وفي فينتسبيلس ومحيطها، مع غياب المناطق الحدودية الداخلية، لا سيما منطقة لاتغال.

## الطاقة
تُنتج كل كهرباء لاتفيا تقريبًا باستخدام الطاقة الكهرومائية. أكبر محطات الطاقة الكهرومائية هي محطة بلافيناس للطاقة الكهرومائية ومحطة ريغا للطاقة الكهرومائية ومحطة كيغومس للطاقة الكهرومائية.
في عام 2017، تم إنتاج حوالي 4381 غيغاواط في الساعة من الطاقة المائية و150 غيغاواط في الساعة من طاقة الرياح. هناك زيادة مطردة في إنتاج الكهرباء من الرياح، وبحلول عام 2022، من المفترض أن تفتتح أكبر مزرعة للرياح والتي ستنتج 0.7 تيراواط ساعي من الطاقة (10% من إجمالي البلاد).
تستورد لاتفيا 100% من الغاز الطبيعي من روسيا.